# 當眾羞辱

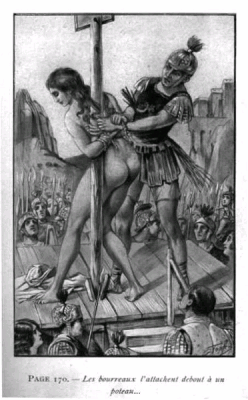
士兵用绳子把女孩绑在木头上裸体示众。

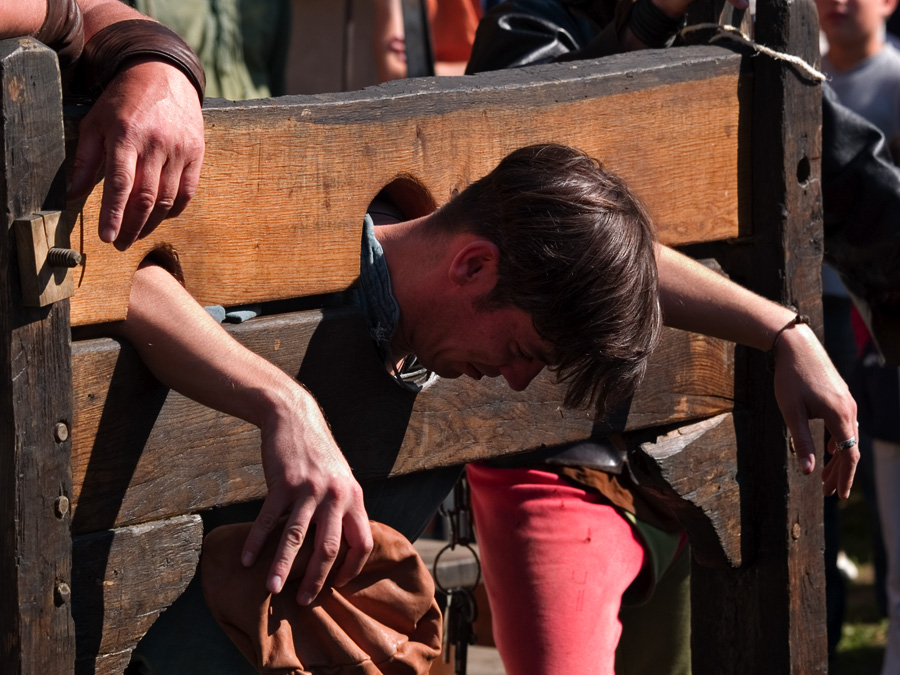
頸手枷曾是一種常用懲處形式

當眾羞辱、公眾羞辱或公開羞辱是指在公開場合作展示狀地侮辱一個人，對像常為囚犯。古時經常被用來作為的一種懲罰方式，而且以不同方式存在於現代。
這種刑罰在19世紀的美國十分常見，但在20世紀逐漸不再普及使用，但在1990年代有復甦跡像。

## 羞恥地公開展示

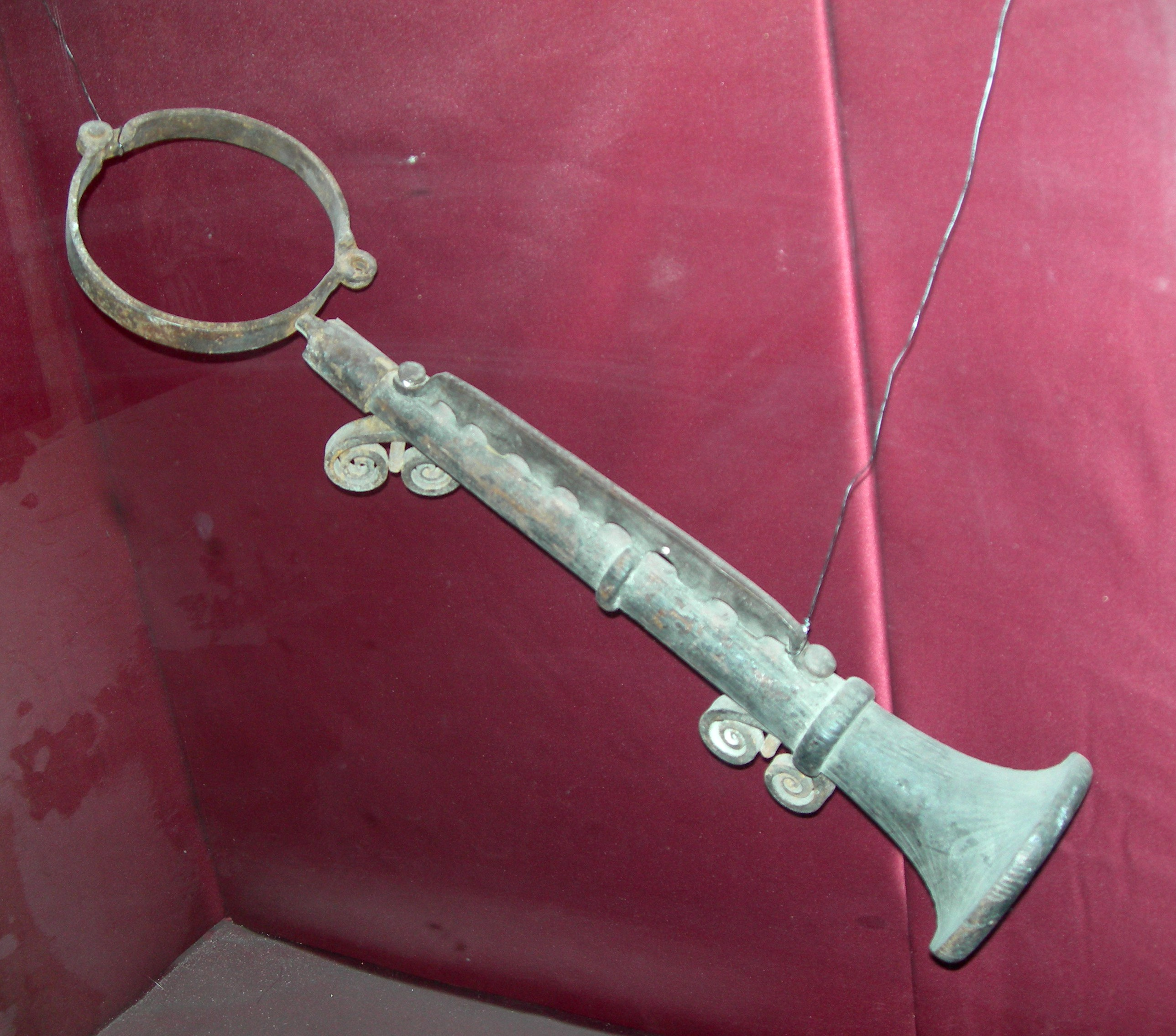
在阿姆斯特丹的酷刑博物館中展示的恥辱之笛。

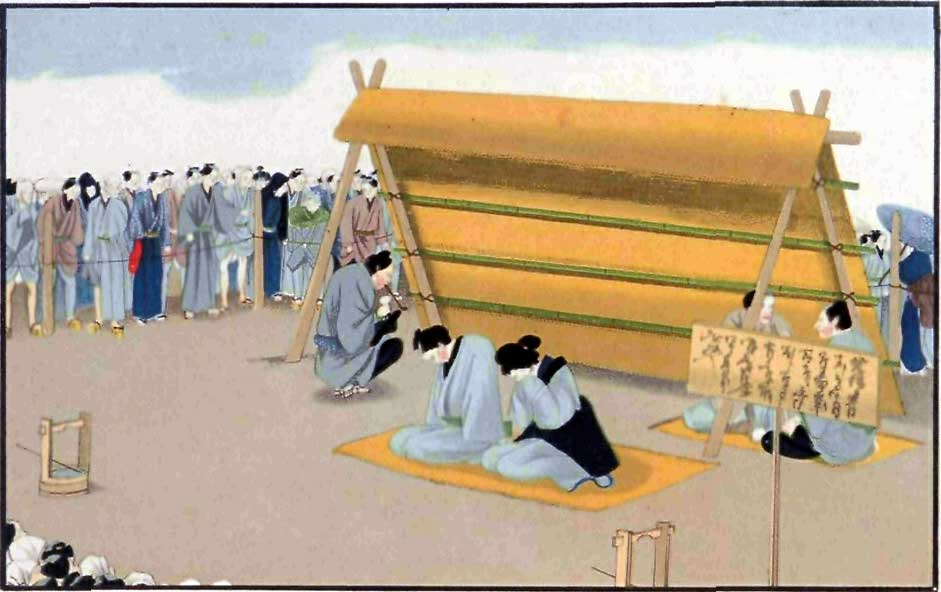
1860年左右的日本，一男一女因發生婚外情而被公開展示

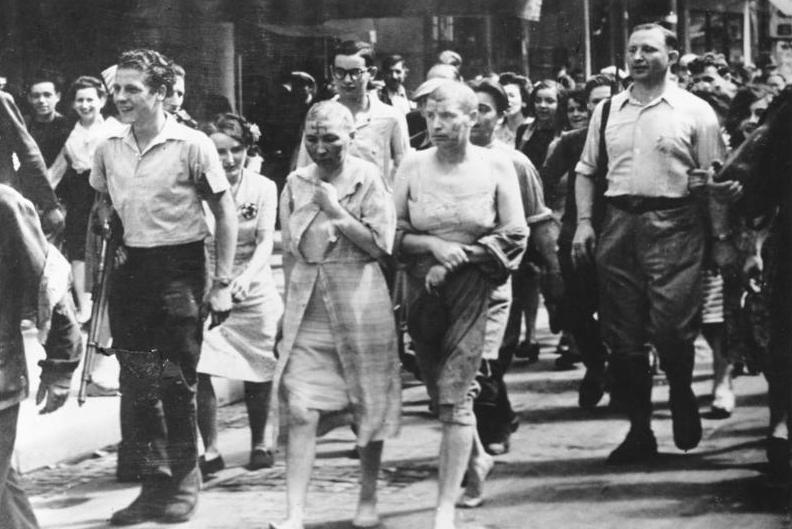
1944年巴黎：被控與納粹合作的法籍女子被剃光頭和赤腳地遊街示眾

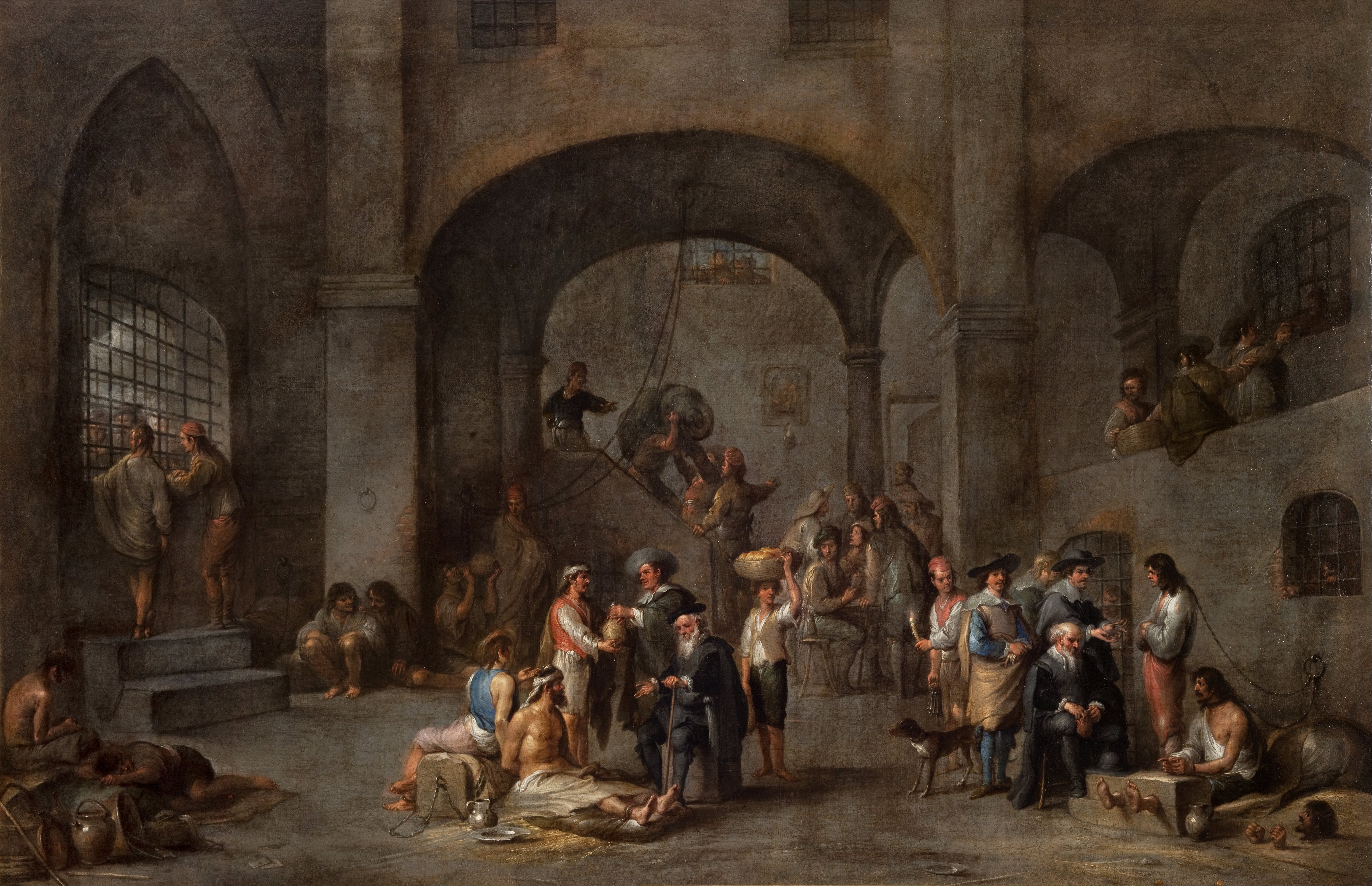
被關押的赤腳囚犯在普通穿鞋訪客旁邊，約1640年；當時赤腳的通常表示正被監禁

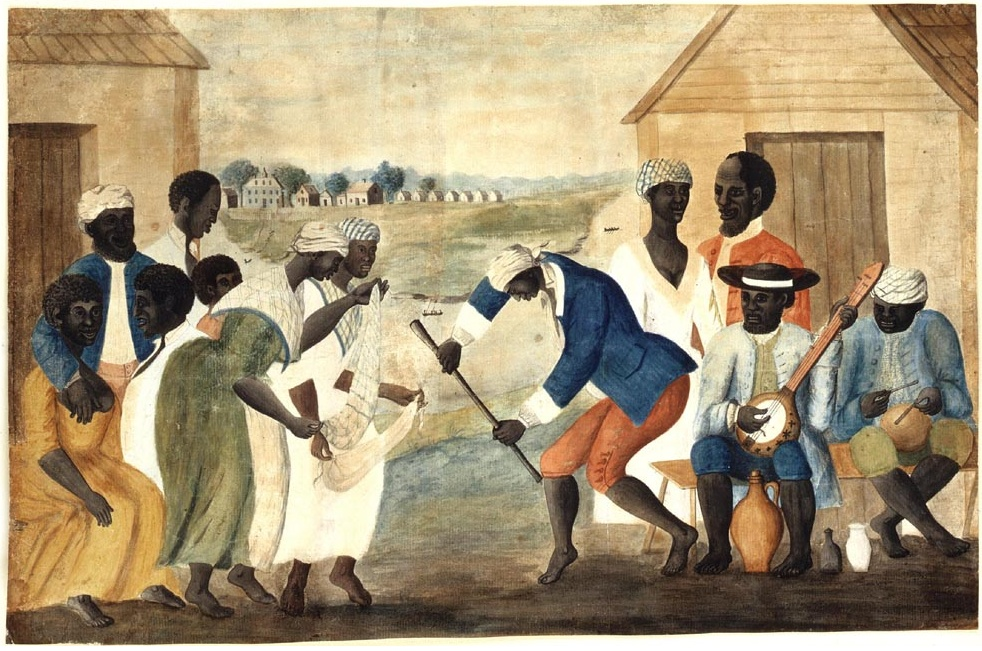
近代的奴隸監管普遍地規定奴隸必須赤腳（美國殖民時期，1780年代）

當眾羞辱可以有多種形式，最常見的是罪犯被放置在鎮中心並讓當地民眾以「民眾審判」（mob justice）的方式去執行。公開羞辱的其中一種懲罰方式可以是，罪犯配以誇張的實體戲仿物，被迫展示他的罪行：如音樂其差的樂手被迫戴上「恥辱笛」，或教堂遲到的人被迫戴上巨型念珠（荷蘭語：schandstenen，「恥辱石」）。犯事者亦可能被判用器具禁錮在一個特定的公共場所，並長時間暴露在外。
在歐洲的低地國家，（「恥辱椅」）、或（「恥辱柱」，一種簡單的頸手枷）、慣常用作懲罰通奸淫婦的，以及，一個踢下犯事者並跌落在泥漿或泥土的棚架。
在更極端的情況來自人群的言語和身體虐待，這可能造成嚴重後果，特別是當手被綁起時。而有些判刑會固意加上額外刑罰，如剃頭，或結合痛苦的體罰作進一步羞辱。
在殖民時期的美國，公開羞辱的常見形式是從歐洲引進的足枷和恥辱柱。幾乎每一個有一定規模的城鎮都會有這樣的公開羞辱儀器，它們一般位於市中心廣場。歷史上的當眾羞辱演示至今仍在維珍尼亞州小鎮殖民地威廉斯堡可以看得到。
在世界大戰前的日本，通奸者會被公開展示來羞辱他們。
在後殖民時代，司法上運用公開羞辱這種處罰已失去大眾支持，因為這種做法已被認為是「残酷和不寻常的惩罚」，這是美國憲法不容許的。:501
在暹羅，通奸婦女會耳背木槿花（hibiscus）遊街示眾，小偷會被刺青在臉上，其他罪犯則在額頭放上織藤物遊街示眾，或將長竹掛在脖子上。行為不當的婆羅門祭司（Brahmans）一定要戴上巨型珠子串。
有如痛苦的體罰，當眾羞辱會用作教育的及其他相對私人的（有小量觀眾的）處分，如在學校內或家庭內圍持紀律時執行，或作為成年禮。實際形式包括被強迫穿戴一些標誌性物品，如「驢耳」（形容某君是，至少行為上，人盡皆知的笨）、被罰戴紙帽、罰站、在角落裡罰跪或彎腰，或反复在黑板上寫字句（例如「我不會再說謊」）等。這裡也可以加入不同程度的身體不適，比如必須持重物、赤腳走、或跪在不平坦的表面。像體罰和苛刻的欺凌，這些大多數都已成為具爭議的現代社會議題，在很多情況下導致法律限制及或（自願性地）廢止。
剃光頭可以是有辱人格的法定懲罰，但有時也成為「民眾審判」（mob justice）的手法 - 其中一個鮮明的例子是成千上萬的歐洲女性在第二次世界大戰發生後，在歡呼喝彩的人群面前被剃光頭，作為懲罰她們與在戰爭期間和佔據城鎮的納粹黨員有聯繫。
在大多數過去和現在的文明，迫使人們去赤腳這種羞辱方法相對容易和隱約，主要的作用是在視覺上對比著和標準的衣著打扮在外觀上的不同等，同時還制造一定程度的身體不適。展露赤腳經常標示著監禁和奴役，而且遍佈古今歷史。即使在現今世界許多國家的囚犯依然須要赤腳囚禁、上法庭和示眾。由於自古到今大多數文明社會的各個階層都可以穿鞋，在公眾展示赤腳的犯人傳統上象徵那人已喪失社會地位和個人自主能力。它通常也會引起相當程度的羞辱，因為這個明顯的細節通常能把囚犯視覺上從觀眾群中分離出來，並展示犯人的脆弱和無力的一面。
進一步的公開羞辱包括迫使人們穿特殊衣服，如懺悔用特製服裝（garbs）或監獄制服。
在公眾地方呈現戴上手銬或腳鐐等裝置的被捕者或囚犯，除了主要的安全考量，也可作為原始和簡便的公眾羞辱方法。而加穿囚服或類似的服飾會附加作用。
這種羞辱也被用於BDSM。一些欧美国家有恋物癖游行和BDSM游行，可以看到在公众场合进行的公开羞辱。

## 身體處分

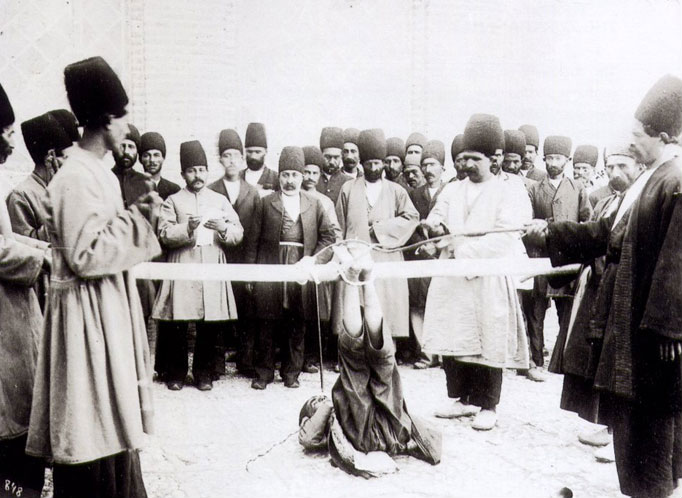
伊朗的公開鞭打腳掌。

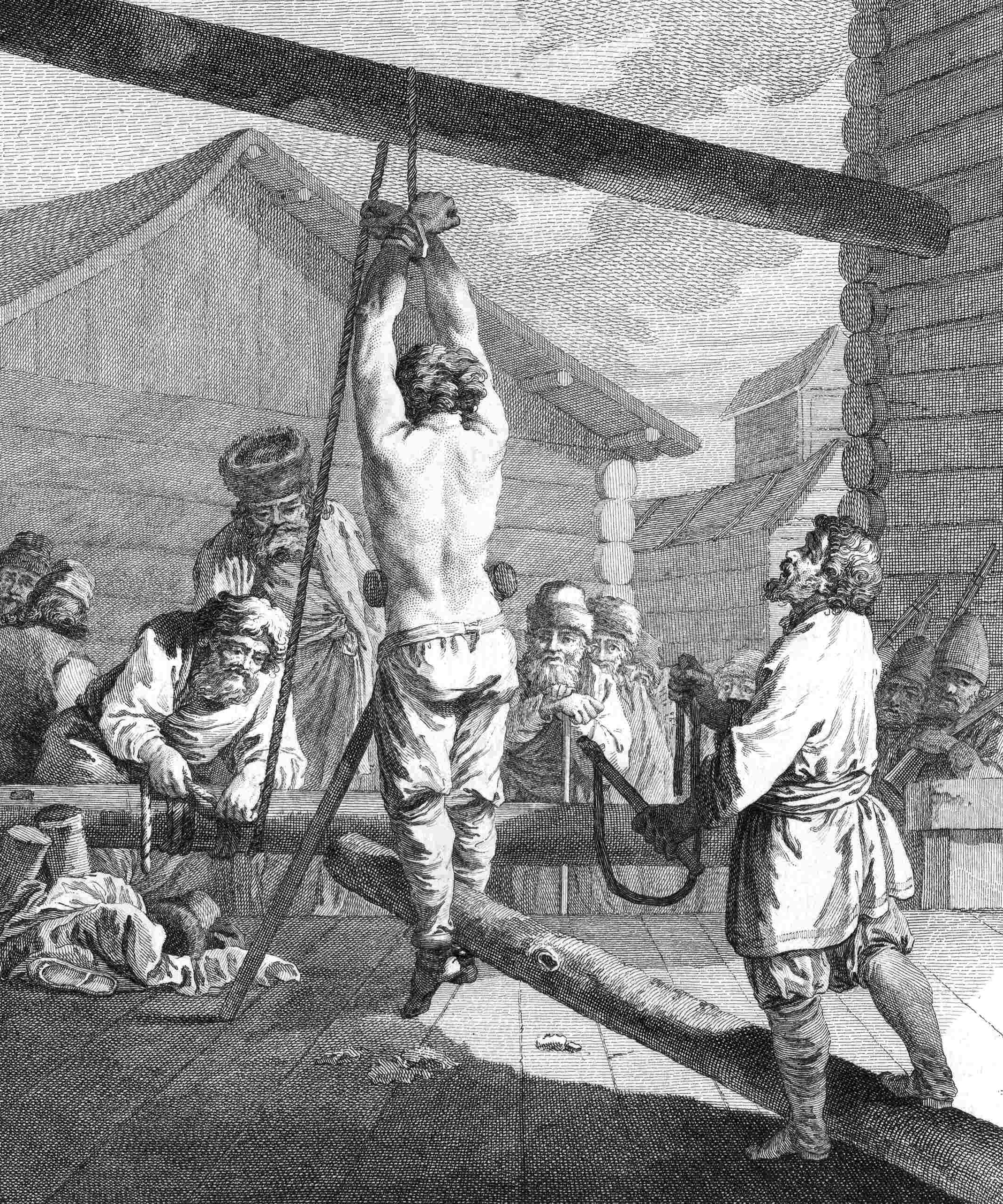
俄羅斯的公開鞭刑，18世紀。

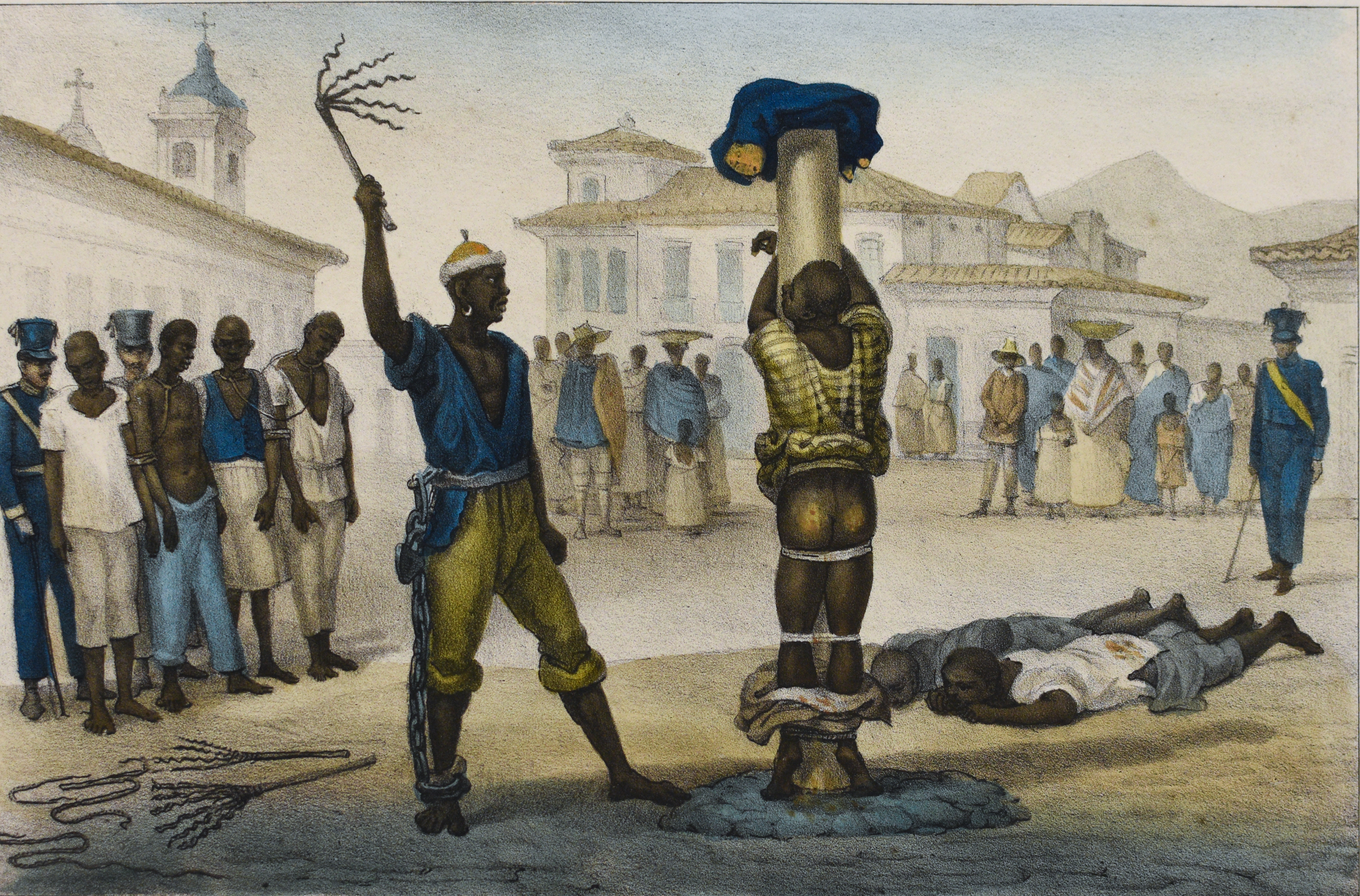
巴西的公開鞭笞，讓·巴普蒂斯特·德布雷繪

除了特定的針對性羞辱方法，還有幾種方法結合痛苦和侮辱，甚至死亡。在某些情況下，疼痛或不適相當於羞辱顯得次等或微不足道。

### 公開處罰
最簡單的方法是在公共場合進行痛苦的身體處分，其主要目的可以是震懾潛在罪犯，這樣公眾將見證受罰者的恐懼和痛苦。這刑罰可以在城市廣場或其他公眾聚集場所如學校內進行，或採取遊行的形式招搖過市。在19世紀前，「Staupenschlag」（鞭打、鞭笞，一般光著屁股）這刑罰方法在各種德語國家非常普遍。海軍亦有一種或足以致命的相似懲罰方法。在一些國家，足底鞭笞這種刑罰至今仍有執行。
- 如果受罰者是部分或全部地赤裸，他會因為曝露而感到脆弱和無助，從而使侮辱加劇。赤腳有時亦有相似作用。

- 即使嚴格上並非在公眾地方執行，但因為有平輩（如獄友、同學）、職員或其他旁觀者的存在和見證，或者僅僅因為執行處罰的人目睹受刑者的反應，恥辱在心理上仍可以是懲罰痛苦的一環。如在旁觀者面前失去自我控制能力更會進一步增加處罰的侮辱效果。

- 羅馬人用十字架將公開羞辱添加到死刑上。約瑟夫斯描述過羅馬士兵如何將赤身裸體的人釘在十字架上，並用不同的曲折位置來進一步羞辱他們。釘在十字架上的屍體會被留在架上一直腐爛數週，烏鴉會來食屍體。這可以被視作是死後的當眾羞辱，請參見gibbeting。

### 拷刑印記 Torture marks

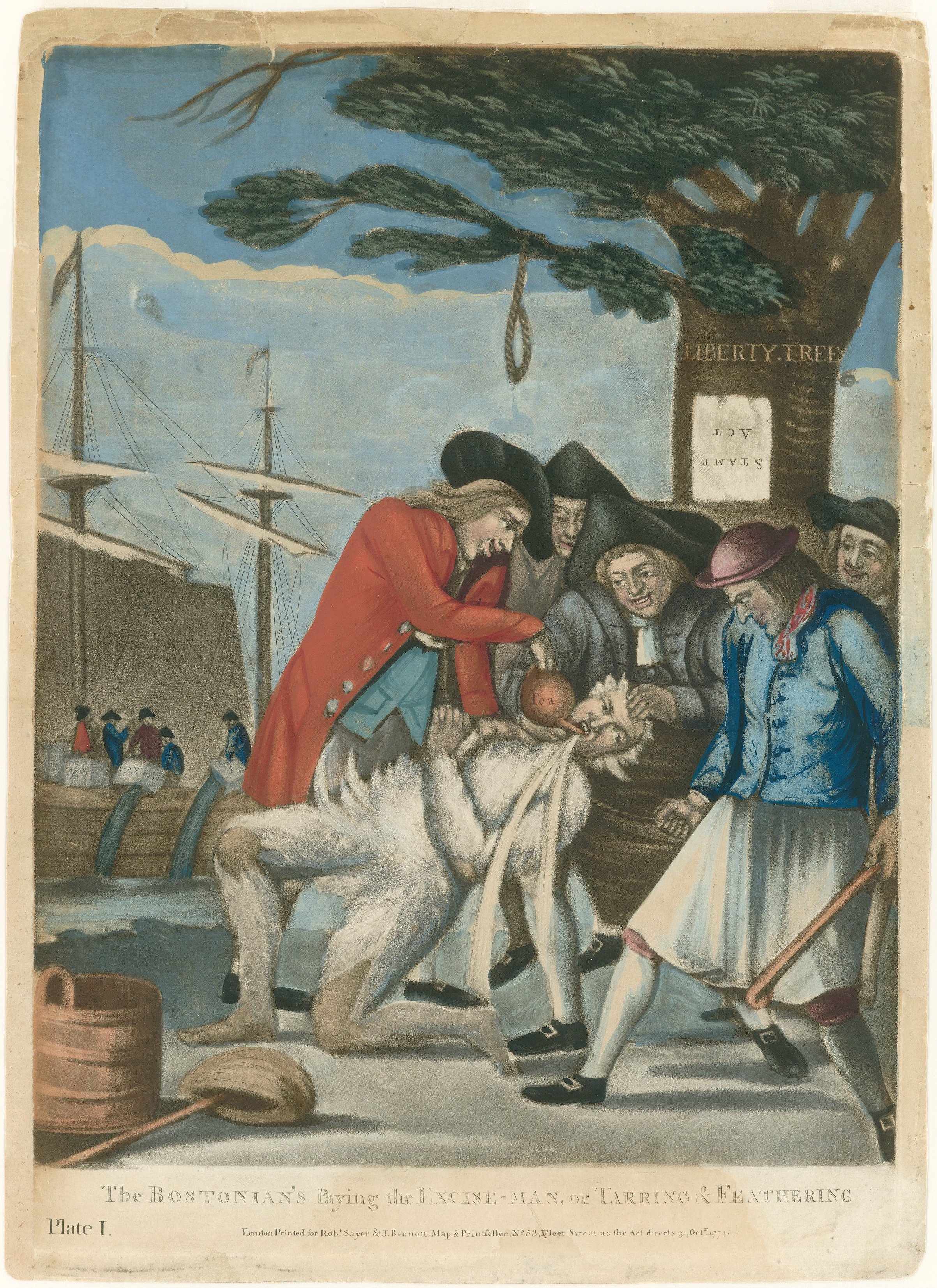
1774年，在波士頓傾茶事件完結不久，英國海關官員約翰·馬爾科姆被塗柏油和粘羽毛

明顯痕跡如疤痕，尤其是在那些平時可見的身體部位留下的，可以使屈辱有意無意地被延長。這也可作為一個幾乎無法磨滅的犯罪記錄，甚至是處罰的主要意圖，例如烙印式的「疤痕刺青」。它往往以肢體切割的形式存在，如功能損失較大的剪耳，而為了消除了意外死亡的風險，有時會進行最少疼痛的手術截肢。塗柏油和粘羽毛也是一種長時間的羞辱手段。

## 心理影響
無論是否有正義的原因支撐，公開地羞辱一個人可能會導致負面的心理影響，甚至毀滅性後果。它可以引發抑鬱、自殺念頭以及其他嚴重的心理問題。受辱的個體或會變得冷漠和偏執，而當他尋求宣洩方法或報復行動時，因羞辱所產生的怨氣和怒火當向外展現時或會製造更多無辜的受害者。

## 延伸閱讀
- So You've Been Publicly Shamed：一本2015年由強·朗森（英语：Jon Ronson）著作的書，內容涉及現代Twitter及其他社交媒體上的公開羞辱現象